# Lucius Aemilius Mamercinus Privernas
Lucius Aemilius Mamercinus Privernas var en romersk patricier.
Han tillhörde en av de äldsta patriciska ätterna, Aemilia (gens), och hans förfader Aemilia Mamerci var känd redan under den tid då Numa Pompilius var kung i Rom.
År 342 f. Kr. under det år då Marcus Valerius Corvus var diktator, var han dennes magister equitum.
Året därpå valdes han till konsul, tillsammans med Gaius Plautius Venox. År 329, valdes han ånyo till konsul, denna gång tillsammans med C. Plautius Decianus. Han blev ansvarig för krigföringen mot gallerna i norra Italien. Dessa höll sig lugna. 
Aemelius erövrade istället staden Privernum i provinsen Latina, söder om Rom. På grund av denna seger erhöll han tillnamnet Privernas.
Han var även diktator 335 och ånyo 316 då han var ansvarig för kampen mot Samniterna.